# ONEFA 2012
La ONEFA 2012 Enrique Estañol fue la octogésima segunda temporada de fútbol americano universitario de México, así como la trigésima cuarta administrada por la Organización Nacional Estudiantil de Fútbol Americano (ONEFA). Participaron 17 equipos de las principales universidades del país, con la excepción de las universidades del sistema ITESM y la UDLA. El torneo dio comienzo el 7 de septiembre de 2012 y finalizó el 24 de noviembre. A diferencia de la temporada 2011 hubo dos trofeos en disputa: el de la Conferencia de los Ocho Grandes, y el de la Conferencia Nacional, debido a una reestructuración de la liga.
La temporada llevó el nombre de Enrique Estañol Lira como homenaje a los 64 años de carrera de dicho cronista y periodista del Futbol Americano en México.

## Equipos participantes
| Águilas UACH Correcaminos Norte UAT Reynosa Correcaminos UAT Victoria Auténticos Tigres Lobos UAdeC Burros Blancos Águilas Blancas Pumas CU Frailes UT Linces UVM Halcones UV Potros Salvajes UAEM Bengalíes UNIB Leones UA Toros Salvajes UACH Pumas Acatlán Centinelas CGP | \| Equipo \| Universidad \| Entrenador \| Conf \| \| ------------------ \| ----------------------------------------- \| ------------------ \| ---- \| \| Águilas \| Universidad Autónoma de Chihuahua \| Carlos Altamirano \| 8G \| \| Águilas Blancas \| Instituto Politécnico Nacional \| Héctor López \| 8G \| \| Auténticos Tigres \| Universidad Autónoma de Nuevo León \| Pedro Morales \| 8G \| \| Bengalíes \| Universidad Iberoamericano \| Javier Velázquez \| NAL \| \| Burros Blancos \| Instituto Politécnico Nacional \| Ernesto Alfaro \| 8G \| \| Centinelas \| Cuerpo de Guardias Presidenciales \| Joaquín Juárez \| 8G \| \| Correcaminos \| Universidad Autónoma de Tamaulipas \| Adolfo Rubio \| NAL \| \| Correcaminos Norte \| Universidad Autónoma de Tamaulipas \| Oscar Garza \| NAL \| \| Frailes \| Universidad del Tepeyac \| Gustavo Islas \| 8G \| \| Halcones \| Universidad Veracruzana \| Luis Izquierdo \| NAL \| \| Leones \| Universidad Anáhuac \| Marco Martos \| NAL \| \| Linces \| Universidad del Valle de México \| Rafael Duk \| 8G \| \| Lobos \| Universidad Autónoma de Coahuila \| Francisco Cárdenas \| NAL \| \| Potros Salvajes \| Universidad Autónoma del Estado de México \| Carmelo Velázquez \| NAL \| \| Pumas Acatlán \| Universidad Nacional Autónoma de México \| Enrique Zapata \| NAL \| \| Pumas CU \| Universidad Nacional Autónoma de México \| Raúl Rivera \| 8G \| \| Toros Salvajes \| Universidad Autónoma Chapingo \| Cuauhtémoc Vargas \| NAL \| |                    |      |
| Equipo | Universidad | Entrenador         | Conf |
| Águilas | Universidad Autónoma de Chihuahua | Carlos Altamirano  | 8G   |
| Águilas Blancas | Instituto Politécnico Nacional | Héctor López       | 8G   |
| Auténticos Tigres | Universidad Autónoma de Nuevo León | Pedro Morales      | 8G   |
| Bengalíes | Universidad Iberoamericano | Javier Velázquez   | NAL  |
| Burros Blancos | Instituto Politécnico Nacional | Ernesto Alfaro     | 8G   |
| Centinelas | Cuerpo de Guardias Presidenciales | Joaquín Juárez     | 8G   |
| Correcaminos | Universidad Autónoma de Tamaulipas | Adolfo Rubio       | NAL  |
| Correcaminos Norte | Universidad Autónoma de Tamaulipas | Oscar Garza        | NAL  |
| Frailes | Universidad del Tepeyac | Gustavo Islas      | 8G   |
| Halcones | Universidad Veracruzana | Luis Izquierdo     | NAL  |
| Leones | Universidad Anáhuac | Marco Martos       | NAL  |
| Linces | Universidad del Valle de México | Rafael Duk         | 8G   |
| Lobos | Universidad Autónoma de Coahuila | Francisco Cárdenas | NAL  |
| Potros Salvajes | Universidad Autónoma del Estado de México | Carmelo Velázquez  | NAL  |
| Pumas Acatlán | Universidad Nacional Autónoma de México | Enrique Zapata     | NAL  |
| Pumas CU | Universidad Nacional Autónoma de México | Raúl Rivera        | 8G   |
| Toros Salvajes | Universidad Autónoma Chapingo | Cuauhtémoc Vargas  | NAL  |

## Sistema de competencia
Debido a la salida de los equipos Leones UMM y Linces UVM-Guadalajara, la Organización Nacional Estudiantil de Fútbol Americano, decidió restructurar la categoría de Liga Mayor para esta campaña. Participan 17 equipos, divididos en 2 conferencias, una de 8 (Ocho Grandes) y otra de 9 (Conferencia Nacional). Los cuatro mejores equipos de cada conferencia pasarán a una ronda de semifinales con sistema de eliminación directa. Los equipos ganadores se medirán a su vez en una final en casa del que haya obtenido la mejor posición luego de la temporada regular.

## Cambios en el Reglamento
- La posición para ejecutar el kickoff cambia de la yarda 30 a la yarda 35
- Cuando un jugador recibe una patada de despeje, y hace touchback, permitirá que la ofensiva de su equipo tome posesión del balón en la yarda 25 de su territorio (anteriormente era la yarda 20).
- Si en una patada de despeje el balón sale del campo por alguno de los costados, la ofensiva del equipo contrario comenzará su ataque desde la yarda 45 (anteriormente era la yarda 40).
- El 50% de jugadores de cada equipo deben ser estudiantes de la universidad a la que representan.

## Medios
Aunque los partidos más importantes de la presente campaña serán transmitidos por canales de televisión de paga, persiste la falta de coordinación entre la liga y los medios para darle una cobertura mayor en medios televisivos y radiofónicos al torneo. Algunas universidades, como la UNAM, UV y UANL cubrirán sus partidos como locales a través de sus propios canales de televisión. Otras universidades como UAdeC, tendrán en sus partidos como local cobertura de un canal regional. El IPN negoció los derechos de transmisión con canales de televisión de paga. Además, el sitio de internet de la liga ofrecerá la transmisión de algunos partidos de la Conferencia de los 8 Grandes cada jornada.
Los canales que darán cobertura limitada a la liga serán: Canal 53 UANL (Monterrey), TV UNAM (Nacional), RCG (Saltillo), Tele UV (Xalapa), AyM Sports (Nacional), TVC Deportes (Nacional), Terra TV (Nacional) y MVS Canal 52 (Nacional).

## Polémicas Arbitrales
Hasta la fecha tres, dos juegos han sido suspendidos durante el tercer cuarto, uno debido a la decisión de los oficiales, y otro debido al abandono del equipo visitante alegando favoritismo de la planilla de árbitros hacia el equipo local.

## Acontecimientos

### Febrero
- Se realiza el congreso anual de la Liga Mayor y se establece que a partir de la temporada 2012, al menos el 50% de jugadores de cada equipo deben ser estudiantes de la universidad a la que representan, y se acuerda que dicho porcentaje deberá incrementarse gradualmente cada temporada.

### Abril
- Se desmienten los rumores de que haya un acuerdo con la liga CONADEIP Premier para tazones interligas. Sin embargo, se trabaja en un calendario de juegos de pretemporada compartido.

### Mayo
- Se da a conocer que los Leones UMM y los campeones nacionales de la Conferencia del Norte, Linces UVM Guadalajara no participarán en la temporada 2012 debido a problemas económicos.

### Julio
- Se da a conocer el calendario oficial de la Liga Mayor
- Comienza la pretemporada con el juego entre Potros Salvajes (21) vs (24) Águilas Blancas

### Agosto
- Se realizaron los siguientes juegos de pretemporada (en cursiva equipos de la liga CONADEIP Premier):
  - Pumas Acatlán (26) vs (23) Legionarios
  - Potros Salvajes (30) vs (14) Leones Anáhuac Norte
  - Correcaminos Victoria (14) vs (66) Auténticos Tigres
  - Borregos Toluca (34) vs (0) Frailes UT
  - Borregos CEM (20) vs (23) Águilas Blancas
  - Centinelas (6) vs (12) Borregos CCM
  - Borregos Santa Fe (20) vs (37) Pumas Acatlán
  - Linces UVM (35) vs (7) Borregos Puebla
  - Borregos Mty (51) vs (6) Águilas UACH
  - Lobos UAdeC (6) vs (41) Auténticos Tigres
  - Borregos CEM (28) vs (14) Burros Blancos
  - Frailes UT (41) vs (0) Borregos Guadalajara
  - Correcaminos Victoria (8) vs (22) Correcaminos Reynosa
  - Linces (14) vs (38) Borregos Toluca
  - Legionarios (10) vs (12) Toros Salvajes UACh
  - Linces UVM (14) vs (17) Aztecas UDLA
  - Anáhuac Norte (0) vs (13) Centinelas CGP
  - Borregos Guadalajara (15) vs (16) Halcones UV
  - Pumas Acatlán (29) Vs (0) Vaqueros ITPA
  - Borregos CCM (7) Vs (24) Águilas Blancas
  - Lobos UAdeC (34) Vs (21) Correcaminos Reynosa
  - Águilas UACH (44) Vs (0) Búhos Unison
- Se realizan los festejos del 85 aniversario de Pumas CU y del 60 aniversario del Estadio Olímpico Universitario con el partido entre Pumas CU (Mex) y NCAA All American Eagles (EU), mismo que ganaron los locales con marcador de 33-14.
- En partido internacional de pretemporada, los UMHB Crusaders (NCAA III), empataron en Belton, Texas a 19 puntos con Auténticos Tigres UANL.

### Septiembre
- Se realizaron los siguientes juegos de pretemporada (en cursiva equipos de la liga CONADEIP Premier):
  - Aztecas UDLA (31) vs (0) Burros Blancos
  - Pumas CU (63) vs (6) Pumas Acatlán

### Noviembre
- En partido internacional de exhibición, Pumas CU es derrotado 35-3 por Warhawks de la McMurray University (NCAA II), en Abiline, Texas.

## Calendario y resultados

### Temporada regular
TE - Tiempo extra.
* Partido suspendido faltando 2:53 del 3.er Cuarto debido a conatos de violencia entre jugadores.
** Partido suspendido faltando 4:09 del 3.er Cuarto a solicitud del equipo directivo de Linces UV alegando parcialidad de la planilla arbitral comandada por Sergio Luna, en favor de Águilas UACH.
*** Bengalíes UNIB pierde por default por no asistir al encuentro-

#### Standings
Actualizados al término de la Temporada Regular
| Conferencia 8 Grandes  | Conferencia 8 Grandes | Conferencia 8 Grandes | Conferencia 8 Grandes | Conferencia 8 Grandes | Conferencia 8 Grandes |
| Equipo                 | G                     | P                     | CTE                   | CONF                  | RACHA                 |
| ---------------------- | --------------------- | --------------------- | --------------------- | --------------------- | --------------------- |
| Águilas UACH           | 4                     | 4                     | .500                  | 3-4                   | P-2                   |
| Águilas Blancas IPN    | 6                     | 2                     | .750                  | 5-2                   | G-4                   |
| Auténticos Tigres UANL | 8                     | 0                     | 1.00                  | 7-0                   | G-8                   |
| Burros Blancos IPN     | 4                     | 4                     | .500                  | 3-4                   | G-2                   |
| Centinelas CGP         | 1                     | 7                     | .125                  | 0-7                   | P-7                   |
| Frailes UT             | 2                     | 6                     | .250                  | 1-6                   | P-5                   |
| Linces UVM             | 4                     | 4                     | .500                  | 3-4                   | P-3                   |
| Pumas CU UNAM          | 7                     | 1                     | .875                  | 6-1                   | G-3                   |

| Conferencia Nacional           | Conferencia Nacional | Conferencia Nacional | Conferencia Nacional | Conferencia Nacional | Conferencia Nacional |
| Equipo                         | G                    | P                    | CTE                  | CONF                 | RACHA                |
| ------------------------------ | -------------------- | -------------------- | -------------------- | -------------------- | -------------------- |
| Bengalíes UNIB                 | 0                    | 8                    | .000                 | 0-8                  | P-8                  |
| Correcaminos UAT Victoria      | 3                    | 6                    | .333                 | 3-5                  | P-1                  |
| Correcaminos Norte UAT Reynosa | 4                    | 5                    | .444                 | 4-4                  | G-1                  |
| Halcones UV                    | 3                    | 6                    | .333                 | 3-5                  | P-4                  |
| Leones UA                      | 6                    | 3                    | .666                 | 6-2                  | G-2                  |
| Lobos UAdeC                    | 4                    | 5                    | .444                 | 4-4                  | G-1                  |
| Potros Salvajes UAEM           | 5                    | 4                    | .555                 | 5-3                  | P-2                  |
| Pumas Acatlán UNAM             | 7                    | 2                    | .777                 | 7-1                  | G-7                  |
| Toros Salvajes UACh            | 4                    | 5                    | .444                 | 4-4                  | G-1                  |

G: Juegos Ganados - P: Juegos Perdidos - CTE: Cociente - CONF: Récord en conferencia (G-P) - RACHA: Resultados en últimos juegos.
     Clasifica a semifinales de Conferencia.
En negritas, primer lugar de Conferencia.

### Postemporada
Conferencia de los 8 Grandes
|  | Semifinales                       | Semifinales |    |  | Final                                      | Final |  |
|  |                                   |             |    |  |                                            |       |  |
|  | Estadio Gaspar Mass, 2 Nov. 19:00 |             |    |  |                                            |       |  |
|  | Auténticos Tigres                 | 38          |    |  |                                            |       |  |
|  | Linces UVM                        | 22          |    |  |                                            |       |  |
|  |                                   |             |    |  |                                            |       |  |
|  |                                   |             |    |  | Estadio Universitario (UANL), 9 Nov. 19:00 |       |  |
|  |                                   |             |    |  | Auténticos Tigres                          | 34    |  |
|  |                                   | Pumas CU    | 20 |  |                                            |       |  |
|  |                                   |             |    |  |                                            |       |  |
|  |                                   |             |    |  |                                            |       |  |
|  |                                   |             |    |  |                                            |       |  |
|  | Estadio Olímpico, 3 Nov. 10:00    |             |    |  |                                            |       |  |
|  | Pumas CU                          | 37          |    |  |                                            |       |  |
|  | Águilas Blancas                   | 03          |    |  |                                            |       |  |

| Casco           |        |               |
| Brazo izquierdo | Cuerpo | Brazo derecho |
| Pantalones      |        |               |
| Medias          |        |               |
| UANL            |        |               |

| 9 de noviembre de 2012, 19:00 Estadio Universitario (UANL), San Nicolás de los Garza — 40,000 espectadores Planilla de Árbitros: ND, Referí: ND MVP: Roberto Vega - QB #12 (Auténticos Tigres) |        |                                                                                      |      |      |
| Desarrollo del Partido \| Cuarto \| Equipo \| Jugada \| UANL \| UNAM \| \| ------ \| ------ \| ------------------------------------------------------------------------------------ \| ---- \| ---- \| \| 1 \| UNAM \| Gol de Campo (27 yardas, Alan Paoli) \| 0 \| 3 \| \| 1 \| UANL \| Touchdown (pase de 49 yardas de Roberto Vega a Raúl García); el punto extra es bueno \| 7 \| 3 \| \| 2 \| UNAM \| Touchdown (carrera de 2 yardas de Alan Rosado); el punto extra es bueno \| 7 \| 10 \| \| 2 \| UANL \| Gol de Campo (32 yardas, José Maltos) \| 10 \| 10 \| \| 2 \| UNAM \| Touchdown (regreso de patada de 105 yardas de Alan Rosado); el punto extra es bueno \| 10 \| 17 \| \| 2 \| UANL \| Touchdown (pase de 17 yardas de Roberto Vega a Raúl García); el punto extra es bueno \| 17 \| 17 \| \| 2 \| UNAM \| Gol de Campo (44 yardas, Alan Paoli) \| 17 \| 20 \| \| 2 \| UANL \| Touchdown (carrera de 7 yardas de Roberto Vega); el punto extra es bueno \| 24 \| 20 \| \| 3 \| UANL \| Touchdown (intercepción de 25 yardas de Jesús González); el punto extra es bueno \| 31 \| 20 \| \| 4 \| UANL \| Gol de Campo (20 yardas, José Maltos) \| 34 \| 20 \| |        |                                                                                      |      |      |
| Cuarto | Equipo | Jugada                                                                               | UANL | UNAM |
| 1 | UNAM   | Gol de Campo (27 yardas, Alan Paoli)                                                 | 0    | 3    |
| 1 | UANL   | Touchdown (pase de 49 yardas de Roberto Vega a Raúl García); el punto extra es bueno | 7    | 3    |
| 2 | UNAM   | Touchdown (carrera de 2 yardas de Alan Rosado); el punto extra es bueno              | 7    | 10   |
| 2 | UANL   | Gol de Campo (32 yardas, José Maltos)                                                | 10   | 10   |
| 2 | UNAM   | Touchdown (regreso de patada de 105 yardas de Alan Rosado); el punto extra es bueno  | 10   | 17   |
| 2 | UANL   | Touchdown (pase de 17 yardas de Roberto Vega a Raúl García); el punto extra es bueno | 17   | 17   |
| 2 | UNAM   | Gol de Campo (44 yardas, Alan Paoli)                                                 | 17   | 20   |
| 2 | UANL   | Touchdown (carrera de 7 yardas de Roberto Vega); el punto extra es bueno             | 24   | 20   |
| 3 | UANL   | Touchdown (intercepción de 25 yardas de Jesús González); el punto extra es bueno     | 31   | 20   |
| 4 | UANL   | Gol de Campo (20 yardas, José Maltos)                                                | 34   | 20   |

| Cuarto | Equipo | Jugada                                                                               | UANL | UNAM |
| ------ | ------ | ------------------------------------------------------------------------------------ | ---- | ---- |
| 1      | UNAM   | Gol de Campo (27 yardas, Alan Paoli)                                                 | 0    | 3    |
| 1      | UANL   | Touchdown (pase de 49 yardas de Roberto Vega a Raúl García); el punto extra es bueno | 7    | 3    |
| 2      | UNAM   | Touchdown (carrera de 2 yardas de Alan Rosado); el punto extra es bueno              | 7    | 10   |
| 2      | UANL   | Gol de Campo (32 yardas, José Maltos)                                                | 10   | 10   |
| 2      | UNAM   | Touchdown (regreso de patada de 105 yardas de Alan Rosado); el punto extra es bueno  | 10   | 17   |
| 2      | UANL   | Touchdown (pase de 17 yardas de Roberto Vega a Raúl García); el punto extra es bueno | 17   | 17   |
| 2      | UNAM   | Gol de Campo (44 yardas, Alan Paoli)                                                 | 17   | 20   |
| 2      | UANL   | Touchdown (carrera de 7 yardas de Roberto Vega); el punto extra es bueno             | 24   | 20   |
| 3      | UANL   | Touchdown (intercepción de 25 yardas de Jesús González); el punto extra es bueno     | 31   | 20   |
| 4      | UANL   | Gol de Campo (20 yardas, José Maltos)                                                | 34   | 20   |

| Casco           |        |               |
| Brazo izquierdo | Cuerpo | Brazo derecho |
| Pantalones      |        |               |
| Medias          |        |               |
| UNAM            |        |               |

Conferencia Nacional
|  | Semifinales                 | Semifinales          |    |  | Final                      | Final |  |
|  |                             |                      |    |  |                            |       |  |
|  | FES Acatlán, 16 Nov. 16:00  |                      |    |  |                            |       |  |
|  | Pumas Acatlán               | 45                   |    |  |                            |       |  |
|  | Toros Salvajes UACH         | 13                   |    |  |                            |       |  |
|  |                             |                      |    |  |                            |       |  |
|  |                             |                      |    |  | FES Acatlán, 23 Nov. 16:00 |       |  |
|  |                             |                      |    |  | Pumas Acatlán              | 28    |  |
|  |                             | Potros Salvajes UAEM | 40 |  |                            |       |  |
|  |                             |                      |    |  |                            |       |  |
|  |                             |                      |    |  |                            |       |  |
|  |                             |                      |    |  |                            |       |  |
|  | Coliseo Maya, 17 Nov. 17:00 |                      |    |  |                            |       |  |
|  | Leones Anáhuac Cancún       | 0                    |    |  |                            |       |  |
|  | Potros Salvajes UAEM        | 10                   |    |  |                            |       |  |

| Casco           |        |               |
| Brazo izquierdo | Cuerpo | Brazo derecho |
| Pantalones      |        |               |
| Medias          |        |               |
| FES Acatlán     |        |               |

| 23 de noviembre de 2012, 14:00 FES Acatlán, Naucalpan — 2,000 espectadores Planilla de Árbitros: ND, Referí: ND MVP: Ricardo Hernández - HB #35 (Potros Salvajes) |        |                                                                                         |     |      |
| Desarrollo del Partido \| Cuarto \| Equipo \| Jugada \| FES \| UAEM \| \| ------ \| ------ \| --------------------------------------------------------------------------------------- \| --- \| ---- \| \| 1 \| UAEM \| Touchdown (carrera de 1 yarda de Rodrigo Rascón); el punto extra es bueno \| 0 \| 7 \| \| 3 \| UAEM \| Touchdown (carrera de 1 yarda de Ricardo Hernández); el punto extra es bueno \| 0 \| 14 \| \| 3 \| FES \| Touchdown (pase de 17 yardas de César Mouline a Edgar Herrera); el punto extra es bueno \| 7 \| 14 \| \| 4 \| UAEM \| Touchdown (carrera de 1 yarda de Ricardo Hernández); el punto extra es bueno \| 7 \| 21 \| \| 4 \| FES \| Touchdown (carrera de 1 yarda de Roberto Rotaeche); el punto extra es bueno \| 14 \| 21 \| \| 4 \| FES \| Touchdown (pase de 7 yardas de Joaquín Báez a Edgar Herrera); el punto extra es bueno \| 21 \| 21 \| \| TE \| FES \| Touchdown (pase de 19 yardas de Joaquín Báez a Carlos Zepeda); el punto extra es bueno \| 28 \| 21 \| \| TE \| UAEM \| Touchdown (carrera de 11 yardas de Rodrigo Rascón); el punto extra es bueno \| 28 \| 28 \| \| TE \| UAEM \| Touchdown (carrera de 25 yardas de Octavio Jiménez); se falla el punto extra \| 28 \| 34 \| \| TE \| UAEM \| Touchdown (intercepción de Rodolfo Lavanderos y devolución de 85 yardas) \| 28 \| 40 \| |        |                                                                                         |     |      |
| Cuarto | Equipo | Jugada                                                                                  | FES | UAEM |
| 1 | UAEM   | Touchdown (carrera de 1 yarda de Rodrigo Rascón); el punto extra es bueno               | 0   | 7    |
| 3 | UAEM   | Touchdown (carrera de 1 yarda de Ricardo Hernández); el punto extra es bueno            | 0   | 14   |
| 3 | FES    | Touchdown (pase de 17 yardas de César Mouline a Edgar Herrera); el punto extra es bueno | 7   | 14   |
| 4 | UAEM   | Touchdown (carrera de 1 yarda de Ricardo Hernández); el punto extra es bueno            | 7   | 21   |
| 4 | FES    | Touchdown (carrera de 1 yarda de Roberto Rotaeche); el punto extra es bueno             | 14  | 21   |
| 4 | FES    | Touchdown (pase de 7 yardas de Joaquín Báez a Edgar Herrera); el punto extra es bueno   | 21  | 21   |
| TE | FES    | Touchdown (pase de 19 yardas de Joaquín Báez a Carlos Zepeda); el punto extra es bueno  | 28  | 21   |
| TE | UAEM   | Touchdown (carrera de 11 yardas de Rodrigo Rascón); el punto extra es bueno             | 28  | 28   |
| TE | UAEM   | Touchdown (carrera de 25 yardas de Octavio Jiménez); se falla el punto extra            | 28  | 34   |
| TE | UAEM   | Touchdown (intercepción de Rodolfo Lavanderos y devolución de 85 yardas)                | 28  | 40   |

| Cuarto | Equipo | Jugada                                                                                  | FES | UAEM |
| ------ | ------ | --------------------------------------------------------------------------------------- | --- | ---- |
| 1      | UAEM   | Touchdown (carrera de 1 yarda de Rodrigo Rascón); el punto extra es bueno               | 0   | 7    |
| 3      | UAEM   | Touchdown (carrera de 1 yarda de Ricardo Hernández); el punto extra es bueno            | 0   | 14   |
| 3      | FES    | Touchdown (pase de 17 yardas de César Mouline a Edgar Herrera); el punto extra es bueno | 7   | 14   |
| 4      | UAEM   | Touchdown (carrera de 1 yarda de Ricardo Hernández); el punto extra es bueno            | 7   | 21   |
| 4      | FES    | Touchdown (carrera de 1 yarda de Roberto Rotaeche); el punto extra es bueno             | 14  | 21   |
| 4      | FES    | Touchdown (pase de 7 yardas de Joaquín Báez a Edgar Herrera); el punto extra es bueno   | 21  | 21   |
| TE     | FES    | Touchdown (pase de 19 yardas de Joaquín Báez a Carlos Zepeda); el punto extra es bueno  | 28  | 21   |
| TE     | UAEM   | Touchdown (carrera de 11 yardas de Rodrigo Rascón); el punto extra es bueno             | 28  | 28   |
| TE     | UAEM   | Touchdown (carrera de 25 yardas de Octavio Jiménez); se falla el punto extra            | 28  | 34   |
| TE     | UAEM   | Touchdown (intercepción de Rodolfo Lavanderos y devolución de 85 yardas)                | 28  | 40   |

| Casco           |        |               |
| Brazo izquierdo | Cuerpo | Brazo derecho |
| Pantalones      |        |               |
| Medias          |        |               |
| UAEM            |        |               |